# Museo de Historia Negra de Porto Alegre

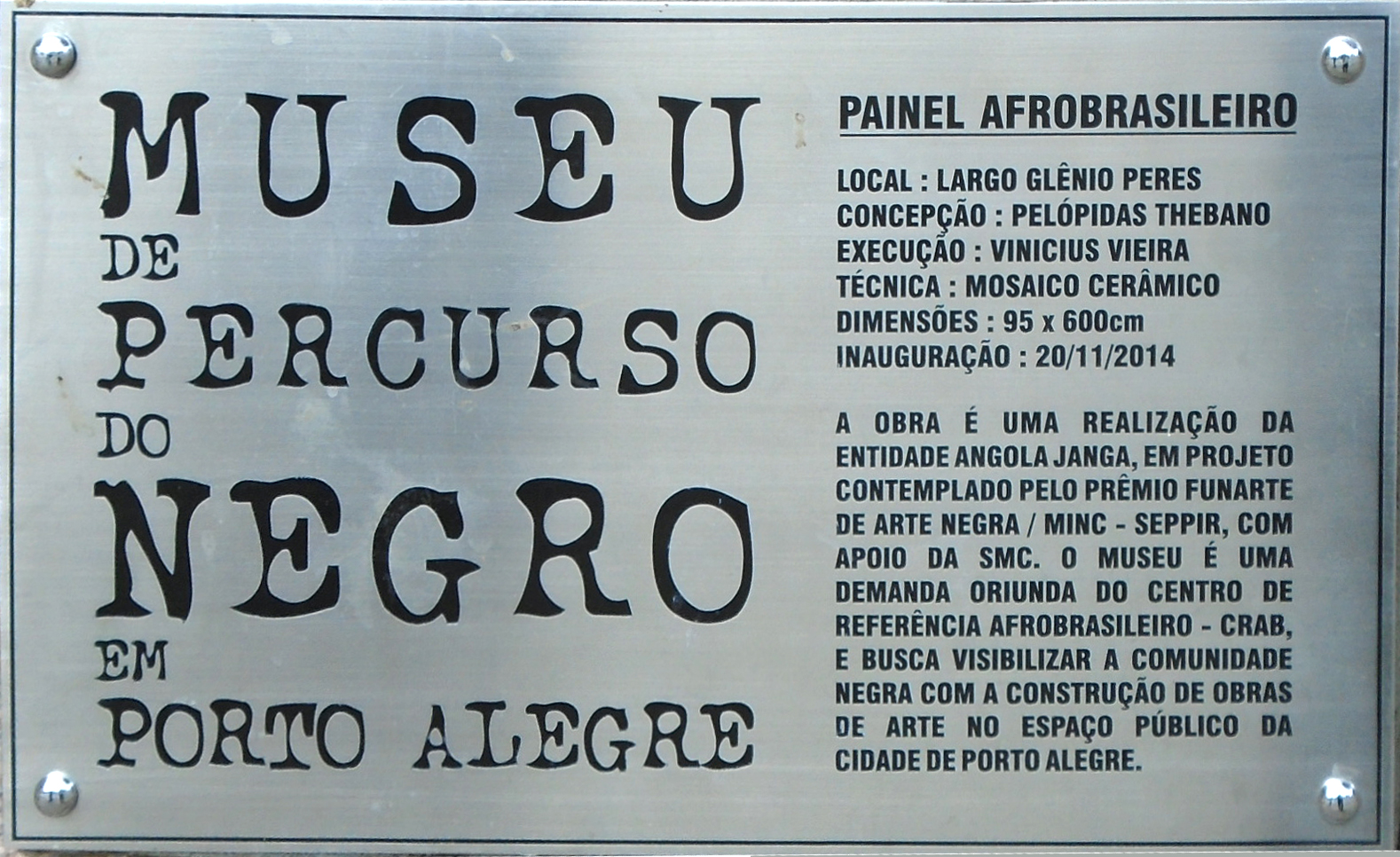
Placa de una de las obras del Museu de Percurso do Negro de Porto Alegre

El Museo de Historia Negra de Porto Alegre (en portugués: Museu de Percurso do Negro em Porto Alegre) es un museo a cielo abierto en la ciudad de Porto Alegre, Brasil. Esta dedicado a dar visibilidad a la comunidad negra y a rescatar la memoria de su presencia en la ciudad.
El museo no tiene una sede sino que sus exhibiciones se reparten por las calles de la ciudad. Según el historiador Pedro Vargas, "busca marcar lugares importantes para la memoria de la población negra, que están siendo olvidados con el paso del tiempo. El museo trae una memoria que casi esta perdida de esa población negra que también fue parte del inicio de Porto Alegre. Población que, hoy, está prácticamente invisibilizada". Es el primer museo de su tipo en Brasil.